# Mayra Aguiar
Mayra Aguiar, född den 3 augusti 1991 i Porto Alegre, Brasilien, är en brasiliansk judoutövare.
Hon tog OS-brons i damernas halv tungvikt i samband med de olympiska judotävlingarna 2012 i London. Vid olympiska sommarspelen 2016 i Rio de Janeiro tog hon en till bronsmedalj i halv tungvikt. Vid olympiska sommarspelen 2020 i Tokyo tog Aguiar sitt tredje OS-brons i halv tungvikt.
Aguiar har även tagit guldmedaljer vid världsmästerskapen 2014 och 2017.